# فيليب ستينمالم
فيليب ستينمالم (بالسويدية: Philip Stenmalm) مواليد 3 مارس 1992 في فاكسيو، هو لاعب كرة يد سويدي يلعب كظهير أيسر. مثل منتخب السويد لكرة اليد. شارك في دورة الألعاب الأولمبية الصيفية سنة 2016.

## سجل المنافسة
شارك في البطولات التالية:
- بطولة أوروبا لكرة اليد للرجال 2016
- الألعاب الأولمبية الصيفية 2016

## روابط خارجية
- فيليب ستينمالم على موقع الاتحاد الأوروبي لكرة اليد (الإنجليزية)
- فيليب ستينمالم على موقع الاتحاد الفرنسي لكرة اليد (الفرنسية)
- فيليب ستينمالم على موقع أوليمبيديا (الإنجليزية)
- فيليب ستينمالم على موقع اللجنة الأولمبية السويدية (السويدية)